# Dómarr
Dómarr, o Domar (norreno antico "Giudice"), (... – Gamla Uppsala, II secolo), è stato un re leggendario sueone della casata dei Yngling, di Uppsala.
Era figlio di Dómaldi e sposò Drott, sorella di Danr l'Arrogante. A lui succedette Dyggvi.

## Ynglinga saga
La Saga degli Ynglingar (Ynglinga saga) racconta come Il suo regno fu lungo e prosperoso; di conseguenza, non c'è molto da raccontare in questo periodo.
(Snorri Sturluson - Saga degli Ynglingar - 16. Dauði Dómars)

## Ynglingal
L'Ynglingatal si concentra invece sugli avi di Dómarr e sulla sua morte.
of Yngva hrör

fróða menn

of fregit hafðak,

hvar Dómarr

á dynjanda

bana háalfs

of borinn væri;

nú þat veitk,

at verkbitinn

Fjölnis niðr

við fýri brann.»
di dirmi dove 

dell'Yngva

i resti giacciono

e loro lo sanno bene;

Dómarr, 

sull'ampio bacino

del Fyrie,

Fu bruciato,

e giace nel tumulo

l'erede di Fjölnir.»
(Ynglingatal, Stanze X e XI)
Yngva è il genitivo di Yngvi, nel senso della sua stirpe, come Fjölnis, della stirpe Fjölnir.

## Historia Norvegiæ
L'Historia Norvegiæ presenta solo una brevissima menzione.
(Historia Norvegiæ)